# Puchar Danii w piłce siatkowej mężczyzn (2018)
Puchar Danii w piłce siatkowej mężczyzn 2018 – 43. sezon rozgrywek o siatkarski Puchar Danii. Zainaugurowane zostały 20 października 2018 roku. Brały w nich udział kluby z VolleyLigaen oraz 1. division.
Rozgrywki składały się z 1/8 finału, ćwierćfinałów oraz turnieju finałowego, w ramach którego rozegrano półfinały i finał.
Turniej finałowy odbył się w dniach 14–15 grudnia 2018 roku w Brøndby Hallen w Brøndby. Szósty Puchar Danii w historii klubu zdobył Gentofte Volley, który w finale pokonał Hvidovre VK.
MVP turnieju został zawodnik Gentofte Volley – Peter Trolle Bonnesen.

## Drużyny uczestniczące
| VolleyLigaen 11 drużyn | VolleyLigaen 11 drużyn |
| ---------------------- | ---------------------- |
| Aalborg Volley         | 1/8 finału             |
| Amager VK              | 1/8 finału             |
| ASV Aarhus             | półfinał               |
| Gentofte Volley        | zwycięstwo             |
| Hvidovre VK            | finał                  |
| Ikast KFUM             | ćwierćfinał            |
| Ishøj Volley           | 1/8 finału             |
| Marienlyst Odense      | półfinał               |
| Middelfart VK          | ćwierćfinał            |
| Nordenskov UIF         | ćwierćfinał            |
| VK Vestsjælland        | ćwierćfinał            |

| 1. division øst 1 drużyna | 1. division øst 1 drużyna |
| ------------------------- | ------------------------- |
| Team Køge                 | 1/8 finału                |

## Rozgrywki

### 1/8 finału
| Data       | Drużyna 1       |     | Drużyna 2    | Sety                         |
| ---------- | --------------- | --- | ------------ | ---------------------------- |
| 30.10.2018 | VK Vestsjælland | 3:0 | Team Køge    | (25:20, 25:17, 25:11)        |
| 01.11.2018 | Aalborg Volley  | 1:3 | Ikast KFUM   | (26:24, 20:25, 18:25, 21:25) |
| 27.10.2018 | Nordenskov UIF  | 3:1 | Ishøj Volley | (21:25, 25:23, 25:23, 25:23) |
| 20.10.2018 | ASV Aarhus      | 3:0 | Amager VK    | (25:10, 25:22, 25:20)        |

### Ćwierćfinały
| Data       | Drużyna 1       |     | Drużyna 2         | Sety                                |
| ---------- | --------------- | --- | ----------------- | ----------------------------------- |
| 22.11.2018 | VK Vestsjælland | 2:3 | Marienlyst Odense | (25:17, 23:25, 25:21, 18:25, 8:15)  |
| 24.11.2018 | Gentofte Volley | 3:0 | Ikast KFUM        | (25:16, 25:12, 25:19)               |
| 25.11.2018 | Nordenskov UIF  | 0:3 | Hvidovre VK       | (18:25, 17:25, 17:25)               |
| 25.11.2018 | Middelfart VK   | 2:3 | ASV Aarhus        | (25:11, 25:23, 21:25, 17:25, 12:15) |

### Półfinały
| Data       | Drużyna 1         |     | Drużyna 2       | Sety                         |
| ---------- | ----------------- | --- | --------------- | ---------------------------- |
| 14.12.2018 | Marienlyst Odense | 0:3 | Gentofte Volley | (22:25, 18:25, 16:25)        |
| 14.12.2018 | Hvidovre VK       | 3:1 | ASV Aarhus      | (27:25, 25:20, 29:31, 25:14) |

### Finał
| Data       | Drużyna 1       |     | Drużyna 2   | Sety                         |
| ---------- | --------------- | --- | ----------- | ---------------------------- |
| 15.12.2018 | Gentofte Volley | 3:1 | Hvidovre VK | (23:25, 25:20, 25:18, 25:22) |